# RTL FM
RTL FM was een radiozender van RTL Nederland, in 2003 opgestart als zusterstation van de televisiezender RTL 4. Het nederpopstation ontstond toen RTL bij de radio-etherfrequentieverdeling van dat jaar het FM-kavel A9 verkreeg. Per 8 juli 2006 moest RTL FM dit echter afstaan, omdat het bij herziening werd toegewezen aan de nieuwkomer 100%NL.
Per 1 oktober 2006 werd het kabelsignaal van de voormalige RTL-zender verzorgd door Sky Radio. Later zijn de bijbehorende kabelfrequenties overgegaan naar TMF Radio.

## Geschiedenis
RTL FM startte als een non-stop formule. Wegens gebrek aan succes is dit later veranderd in gepresenteerde programma's, met hits uit de jaren '60, '70, '80 en '90 aangevuld met Nederpop, hetgeen volgens overheidsvoorschriften verplicht was.
In 2005 lanceerde RTL FM als eerste landelijke radiostation van Nederland de muziekgarantie; tussen 9 en 5 nooit twee keer dezelfde plaat. Dit werd later gekopieerd door Sky Radio. In februari 2005 werd de slogan veranderd in 'Meer Muziekvariatie'. Ook zond RTL FM jaarlijks gelijktijdig met de tv-zender RTL 4 De Vrienden van Amstel LIVE! uit, een concert dat in januari in de Rotterdamse Ahoy plaatsvindt.
Presentatoren van RTL FM waren onder anderen Julia Samuel, Edwin Ouwehand, Marjon Keller, Roland Snoeijer, Menno Vroom, Robert Feller en Jeroen Marré.

## De ondergang
Op 30 juni 2006 besloot de rechter, na een juridische strijd van drie jaar, dat de zender vanaf 8 juli 2006 haar frequentiekavel moest afstaan aan de radiozender 100%NL. Sinds die datum is RTL FM nog te beluisteren via de kabel, satelliet en internet. Het format bleef vooralsnog ongewijzigd, ondanks het feit dat RTL FM als kabelzender niet meer verplicht was een bepaald percentage Nederlandstalige muziek uit te zenden.
Na het verlies van de etherfrequentie verlieten de meeste diskjockeys de zender. Vanaf half augustus waren er nog twee over: Edwin Ouwehand en Stefan Brau. Eind 2006 werden de kabelfrequenties aan de Sky Radio Group verkocht en kwamen de uitzendingen van RTL FM vanuit het gebouw van Sky Radio in Naarden. Er werd nog uitsluitend non-stop muziek uitgezonden, met op het hele uur nieuws gelezen door nieuwslezers van Sky Radio. Elke 30 minuten was er een commercial te horen voor Sky Radio 101 FM.
Tussen 25 november en 27 december 2006 zond de zender uitsluitend kerstmuziek uit onder het motto 'RTL FM presents: Sky Radio - The Christmas Station'. Per 27 december 2006 is RTL FM overgegaan in een nieuw radiostation: TMF Radio. RTL FM BV - waarin de kabeldistributie zat - is daarop verkocht en omgedoopt in Hitradio BV en verkocht aan Sky Radio Groep, die dit ten behoeve van de joint venture van Sky Radio Groep en MTV Networks BV voor TMF Radio in heeft gezet.